# Jörg Eberspächer
Jörg Eberspächer (* 8. Oktober 1945) ist ein emeritierter deutscher Professor für Kommunikationsnetze. Er forschte zu Architekturen und Kommunikationsprotokollen in optischen und mobilen Netzen und im Internet.

## Leben
Jörg Eberspächer studierte Elektrotechnik an der TH Stuttgart, wo er 1976 mit der Dissertation Flipflops mit bipolaren Transistoren bei extrem kleinen Strömen promovierte. Von 1977 bis 1990 arbeitete er bei der Siemens AG, am Ende als Fachabteilungsleiter im Bereich „Private Netze“. Bei Siemens forschte er u. a. an Breitband-ISDN, an Local Area Networks für Sprache und Daten sowie an Systemen zur funktionalen Integration von Rechner- und Vermittlungssystemen Computer Supported Telecommunications Applications (CSTA). Von 1990 bis zur Emeritierung im Jahr 2012 leitete Eberspächer den Lehrstuhl für Kommunikationsnetze an der TU München, wo er mit seinem Team die Forschungsschwerpunkte Netzplanung, Future Internet, Mobiles Internet, Fehlertoleranz und Selbstorganisation in Netzen sowie die Anwendung von Netztechnologien in Fahrzeugen bearbeitete. Er verfasste mit Mitarbeitern ein Fachbuch über GSM, das bis 2008 in drei Auflagen erschien. Seit 2012 ist er TUM Emeritus of Excellence.
Eberspächer ist Mitbegründer des Center for Digital Technology and Management sowie Mitglied der Akademien Leopoldina (2005 gewählt) und acatech (2009). Er war außerdem Gastprofessor an der Tongji-Universität Schanghai und engagiert sich in dem Verein Münchner Kreis, von 1993 bis 2014 als Vorsitzender des Forschungsausschusses und Vorstandsmitglied. Von 2008 bis 2017 agierte er als Vorsitzender des wissenschaftlichen Beirats der Lakeside Labs in Klagenfurt am Wörthersee (Österreich) und von 2000 bis 2019 als Mitglied des wissenschaftlichen Beirats des Wissenschaftlichen Instituts für Infrastruktur und Kommunikationsdienste (WIK) in Bad Honnef.
Auf Eberspächers Initiative hin wurde am Lehrstuhl für Kommunikationsnetze ein Telekommunikationsmuseum eingerichtet als Sammlung verschiedener voll funktionstüchtiger Fernsprech-Vermittlungsanlagen aus der Frühzeit der Telekommunikation bis hin zur Neuzeit. Das Museum nahm schon mehrmals an der Langen Nacht der Münchner Museen teil.

## Publikationen
- J. Eberspächer, C. Bettstetter, H.-J. Vögel, C. Hartmann: GSM - Architecture, Protocols and Services. Wiley, 2008.
- C. Bettstetter, H.-J. Vögel, J. Eberspächer: GSM phase 2+ General Packet Radio Service GPRS: Architecture, protocols, and air interface. IEEE Communications Surveys & Tutorials, 1999. doi:10.1109/COMST.1999.5340709
- R. Nagel, S. Eichler, J. Eberspächer: Intelligent wireless communication for future autonomous and cognitive automobiles. In: Proc. IEEE Intelligent Vehicles Symposium, 2007. doi:10.1109/IVS.2007.4290201
- C. Meusburger, D. A. Schupke, J. Eberspächer: Multiperiod planning for optical networks: approaches based on cost optimization and limited budget, In: Proc. IEEE International Conference on Communications, 2008. doi:10.1109/ICC.2008.1010
- O. Hanka, C. Spleiß. G. Kunzmann. J. Eberspächer: A Novel DHT-Based Network Architecture for the Next Generation Internet. In: Proc. 8th International Conference on Networks, 2009. doi:10.1109/ICN.2009.12
- J. Eberspächer, M. Kiese: Optimization of Communication Networks. In: M. Grötschel, K. Lucas (Hrsg.): Production Factor Mathematics. Springer Berlin Heidelberg, 2010. doi:10.1007/978-3-642-11248-5

## Weiterführendes
- P. J. Kühn: To Jörg Eberspächer on his 60th birthday. In: AEÜ - International Journal of Electronics and Communications. Band 60, Nr. 1, 2006, S. 1–2, doi:10.1016/j.aeue.2005.10.003 (englisch).